# Spirorchis artericola
Spirorchis artericola är en plattmaskart. Spirorchis artericola ingår i släktet Spirorchis och familjen Spirorchiidae. Inga underarter finns listade i Catalogue of Life.